# Karl Pistor (Konsul)
Ernst Ludwig Friedrich Karl Pistor (* 17. Juni 1882 in Darmstadt; † 9. April 1941 in Traunstein) war ein deutscher Konsularbeamter und Gesandter.

## Leben
Karl Pistors Eltern waren der Oberlandesgerichtsrat Otto Pistor und seine Frau Karoline geb. Helmreich. Er besuchte das Ludwig-Georgs-Gymnasium in Darmstadt und bestand am 7. März 1900 die Abiturprüfung. Er begann an der Universität München Rechtswissenschaft zu studieren und wurde 1901 im Corps Franconia München recipiert. Als Inaktiver wechselte er an die Universität Berlin und die heimatliche Universität Gießen. Im November 1903 bestand er das erste juristische Examen. Am 2. Januar 1904 trat er in den hessischen Justizdienst ein. 1904/1905 diente er als Einjährig-Freiwilliger. Seit dem 1. Juli 1907 im Verwaltungsdienst, bestand er am 20. Mai 1908 das zweite juristische Examen. Er wurde am 27. Januar 1908 zum Leutnant d. R. befördert. Am 16. Januar 1909 trat er in den Auswärtigen Dienst (konsularische Laufbahn) ein. Im Auswärtigen Amt war er mit Handelspolitik und Recht befasst. Im Dezember 1910 erhielt er den Charakter als Vizekonsul.
Brasilien
Von Januar bis Dezember 1911 war er am Generalkonsulat Rio de Janeiro, im Sommer gut drei Wochen als kommissarischer Leiter. 1912/1913 war er mit der kommissarischen Leitung der Konsulate in Bahia, Curitiba und Florianópolis betraut. Am 20. September 1913 kehrte er an das Generalkonsulat Rio de Janeiro zurück. Seit dem 18. April 1914 in Urlaub, rückte er zwei Wochen nach Beginn des Ersten Weltkriegs in das Deutsche Heer ein. Er wurde 1915 zum Oberleutnant d. R. und am 14. Juni 1917 zum Hauptmann d. R. befördert. Er erhielt das Eiserne Kreuz 1. und 2. Klasse. Seit dem 19. Februar 1917 wieder im Auswärtigen Amt, leitete er in der Abteilung IV (Nachrichten) das Referat für Theater-, Konzert-, Varieté- und sonstige Kunstveranstaltungen im Ausland.
Maastricht
1919 wurde er am 13. Februar an das Konsulat in Maastricht entsandt, am 11. Mai mit der Amtsbezeichnung Konsul versehen und am 5. Juli mit der kommissarischen Leitung beauftragt. Am 1. April 1920 wurde das Konsulat zum Passbüro umgewandelt.
Südamerika
Nach vier Wochen kommissarischer Beschäftigung im Auswärtigen Amt wurde er am 24. November 1920 mit der kommissarischen Leitung des Konsulats in Asunción betraut. Am 13. Mai 1922 übernahm er die Leitung des Konsulats São Paulo. Zwei Jahre später erhielt er die Amtsbezeichnung Gesandtschaftsrat. Im Mai 1925 kam er an die Gesandtschaft in Rio de Janeiro. 1928 war er sieben Monate in Urlaub. Seit Juli 1929 Gesandtschaftsrat I. Klasse, übernahm er 1930 bis 1935 die kommissarische Leitung der Gesandtschaften in Santiago de Chile, Lima, Bogotá und Quito. 1932 wurde er in Ecuador zum Gesandten II. Klasse ernannt.
Athen und Kabul
Er wurde im September 1935 wiederum für sieben Monate beurlaubt. Vom 23. März 1936 war er im Auswärtigen Amt der Abteilung I (Personal und Verwaltung) zugeordnet. Im Sommer 1936 war er dann mit der kommissarischen Leitung der Gesandtschaft in Athen und in Kabul betraut. Er war seit April 1937 wieder im AA (Kulturpolitik, Presse) und leitete das Referat Mittel- und Südamerika. Er war seit dem 10. September 1937 Vortragender Legationsrat und kam am 7. Mai 1938 in die Politische Abteilung (Referat IX/Amerika) des Auswärtigen Amts. Am 29. Dezember 1938 wurde er in den einstweiligen Ruhestand versetzt. Seinen Ruhestand verbrachte er in Marquartstein.

## Familie
Karl Pistor war seit dem 28. Januar 1921 mit Frida, verwitwete Widman, geborene Erich, verheiratet. Aus der Ehe gingen die Töchter Lieselotte (* 6. April 1922) und Anneliese (* 19. August 1923) hervor.